# 黄振声
黄振声（1925年9月18日—2014年6月30日），原名黄振兴，籍贯广东中山，生于上海，中国共产党及中华人民共和国记者、官员。

## 生平
1943年4月，黄振声加入中国共产党。1946年8月，任上海市学生联合会党组书记。1947年6月，负责全国学联及上海学联的工作。1949年，参加新政治协商会议筹备会并任代表。
1949年，黄振声曾任全国学联国外部部长。1955年6月到1959年6月，任哈尔滨工业大学工程经济系主任兼党总支书记。1959年6月起，任新华社驻布拉格首席记者。1979年，任香港中国通讯社社长。1985年2月，任香港中旅集团董事长。1992年5月离休。
2014年6月30日，黄振声在北京逝世，享年89岁。